# 이아손

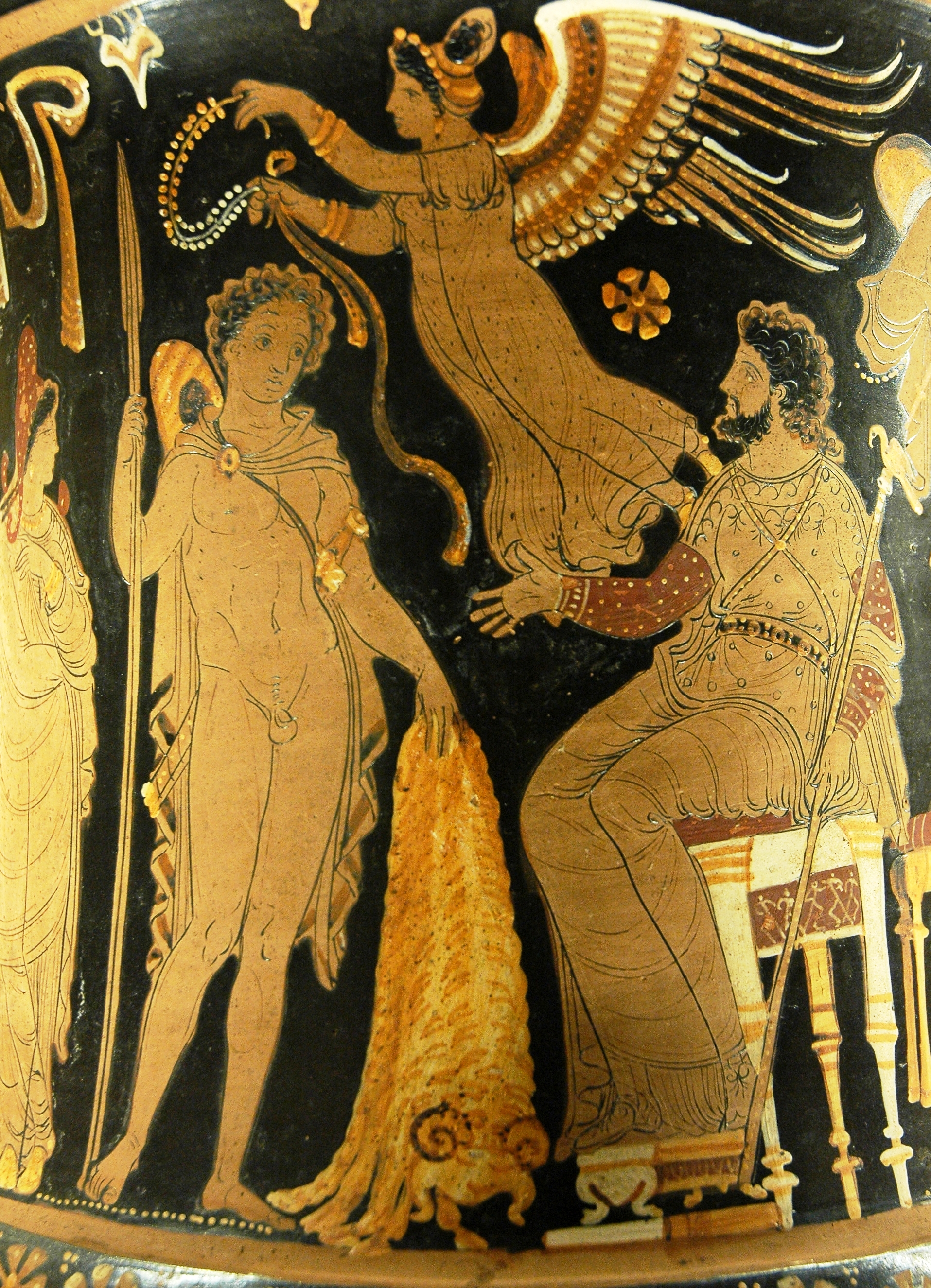
원정을 통해 찾아온 황금양모를 펠리아스에게 건네는 이아손: 승리의 여신 니케가 월계관을 이아손에게 씌어주고 있다. 이탈리아 풀리아 주에서 발견된 칼릭스 크라테르(꽃받침 형태의 단지), 기원전 340~330년경, 루브르 박물관 소장

이아손(영어: Jason, 고대 그리스어: Ἰάσων)은 그리스 신화의 영웅이다. 황금양모(황금 양털)를 찾기 위한 아르고 호의 원정대 아르고나우타이의 대장이었다. 이올코스의 왕 아이손의 아들이었다. 그는 주술사 메데이아와 결혼을 하게 된다.

## 모험
펠리아스에 의해 이아손이 황금 양털을 찾기 위해 아르고 호 원정대를 모집할 때, 여자로는 유일하게 아탈란테가 참가하였다. 콜키스와의 전투에서 상처를 입고 메데이아에게 치료를 받았다고도 하고, 남자 동료들 사이의 불화를 이유로 이아손이 그녀의 참가를 거절하였다고도 한다. 아르고 원정대 참가를 거부 당한 아탈란테는 후에 펠리아스를 추모하는 장례 경기에서 아킬레우스의 아버지 펠레우스와의 씨름 승부에서 승리하여 자신의 능력을 과시하였다.
메데이아는 황금 양피를 찾으러 콜키스에 온 영웅 이아손에게 반하게 되었으며, 이아손을 없애려는 아버지의 의도를 알고는 그들이 황금 양모를 취하게 큰 도움을 준다. 메데이아는 이아손과 함께 그리스로 도피를 했는데 자신들을 쫓아오는 아버지에 대항해 동생인 압시르토스를 죽여 콜키스의 배가 시신을 수습하는 동안 먼 바다로 도망칠 수 있었다. 이에 신들이 분노하여 항해가 어렵게 되자 메데이아는 고모인 키르케를 찾아 키르케의 도움으로 신들의 노여움을 잠재웠고, 그제서야 순조로운 귀향을 할 수 있었다.
한편, 메데이아는 지옥의 여신이자 모든 주술과 마술을 총괄하는 여신 헤카테를 숭배하는 마법사이기도 했다. 메데이아는 황금 양피를 가져오면 왕위를 넘겨주겠다던 펠리아스가 약속을 지키지 않자, 마술로 그를 속여 솥에 들어가 죽게 만들었다.
이에 이올코스의 백성들이 분노하여 메데이아와 이아손은 아이들을 데리고 코린토스로 피하였는데, 코린토스 왕 크레온의 배려로 편히 지낼 수 있었다. 그런데 그곳에서 이아손이 코린토스의 공주 글라우케와 결혼하게 되었고 이에 분노한 메데이아는 마법을 건 옷을 공주에게 보내 글라우케와 크레온을 죽음으로 몰아넣었고 자신의 아이들 또한 죽게 하고, 메데이아는 용이 끄는 수레를 타고 도망갔다.
유일하게 살아남은 이아손과 메데이아의 아들 테살로스는 아카스토스의 뒤를 이어 이올코스의 왕이 된다.

## 영웅 헤라클레스와의 관계
신화에서는 둘은 같이 현자 케이론 밑에서 수행을 쌓아온 친구이자 라이벌이기도 하다. 헤라클레스는 아르고 호 원정대에 참가했으나 중간에 나가게 된다.

## 같이 보기
- 비블리오테케
- 로도스의 아폴로니오스
- 디오도로스 시켈로스
- 가이우스 율리우스 히기누스
- 가이우스 발레리우스 플라쿠스
- 헤시오도스
- 오비디우스